# Manor Solomon
Manor Solomon (en hebreo: מנור סולומון‎; Kfar Saba, Israel, 24 de julio de 1999) es un futbolista israelí que juega en la demarcación de extremo o centrocampista para el Tottenham Hotspur F. C. de la Premier League de Inglaterra. Es además internacional absoluto con la selección de Israel.

## Selección nacional
Tras jugar con la selección de fútbol sub-16 de Israel, la sub-17, la sub-18, la sub-19 y la sub-21, finalmente hizo su debut con la selección absoluta el 7 de septiembre de 2018 en un encuentro de la Liga de Naciones de la UEFA 2018-19 contra Albania, partido que finalizó con un resultado de 1-0 a favor del combinado albano tras el gol de Taulant Xhaka.

## Clubes
| Club                        | País       | Año       | Partidos | Goles |
| --------------------------- | ---------- | --------- | -------- | ----- |
| Maccabi Petah Tikva F. C.   | Israel     | 2016-2019 | 83       | 10    |
| F. K. Shakhtar Donetsk      | Ucrania    | 2019-2022 | 106      | 22    |
| Fulham F. C. (cedido)       | Inglaterra | 2022-2023 | 24       | 5     |
| Tottenham Hotspur F. C.     | Inglaterra | 2023-2024 | 6        | 0     |
| Leeds United F. C. (cedido) | Inglaterra | 2024-2025 | 41       | 10    |
| Tottenham Hotspur F. C.     | Inglaterra | 2025-     |          |       |

## Palmarés

### Títulos nacionales
| Título                  | Club                   | País       | Año  |
| ----------------------- | ---------------------- | ---------- | ---- |
| Copa de Ucrania         | F. K. Shakhtar Donetsk | Ucrania    | 2019 |
| Liga Premier de Ucrania | F. K. Shakhtar Donetsk | Ucrania    | 2019 |
| Liga Premier de Ucrania | F. K. Shakhtar Donetsk | Ucrania    | 2020 |
| Supercopa de Ucrania    | F. K. Shakhtar Donetsk | Ucrania    | 2021 |
| EFL Championship        | Leeds United F. C.     | Inglaterra | 2025 |